# Gemeentelijke herindelingsverkiezingen in Nederland 2001
De gemeentelijke herindelingsverkiezingen in Nederland 2001 waren tussentijdse verkiezingen voor een Nederlandse gemeenteraad die gehouden werden op 7 november 2001.
Deze verkiezingen werden gehouden in dertien gemeenten die betrokken waren bij een herindelingsoperatie die op 1 januari 2002 werd doorgevoerd.
De volgende gemeenten waren bij deze verkiezingen betrokken:
- de gemeenten Akersloot, Castricum en Limmen: samenvoeging tot een nieuwe gemeente Castricum[1];
- de gemeenten Dodewaard, Echteld en Kesteren: samenvoeging tot een nieuwe gemeente Kesteren[2][3];
- de gemeenten Leidschendam en Voorburg: samenvoeging tot een nieuwe gemeente Leidschendam-Voorburg[4];
- de gemeenten Nootdorp en Pijnacker: samenvoeging tot een nieuwe gemeente Pijnacker-Nootdorp[4];
- de gemeenten 's-Graveland, Loosdrecht en Nederhorst den Berg: samenvoeging tot een nieuwe gemeente Wijdemeren[5].

In deze gemeenten zijn de reguliere gemeenteraadsverkiezingen van 6 maart 2002 niet gehouden.
Door deze herindelingen daalde het aantal gemeenten in Nederland van 504 naar 496.